# 34322 Marknandor
34322 Marknandor este o planetă minoră (asteroid), cu un diametru de 2,385 km, din centura de asteroizi. A fost descoperită pe 29 august 2000 la Experimental Test Site⁠(d) de Lincoln Near-Earth Asteroid Research. 
Obiectul prezintă o orbită caracterizată de o semiaxă mare de 2,6037179 UAi, o excentricitate de 0,08, o înclinație de 1,13955 ° în raport cu ecliptica.